# 409 (szám)
A 409 (római számmal: CDIX) egy természetes szám, prímszám. A 408-at követi és a 410-et előzi meg.

## A szám a matematikában
A tízes számrendszerbeli 409-es a kettes számrendszerben 110011001, a nyolcas számrendszerben 631, a tizenkettes számrendszerben 2A1, míg a tizenhatos számrendszerben 199 alakban írható fel.
A 409 páratlan szám, prímszám. Normálalakban a 4,09 · 102 szorzattal írható fel.
A 409 négyzete 167 281, köbe 68 417 929, négyzetgyöke 20,22375, köbgyöke 7,42291, reciproka 0,0024450. A 409 egység sugarú kör kerülete 2569,82279 egység, területe 525 528,76069 területegység; a 409 egység sugarú gömb térfogata 286 588 350,8 térfogategység.
A 409 helyen az Euler-függvény helyettesítési értéke 408, a Möbius-függvényé −1.